# Allegheny (rivière)
Pour les articles homonymes, voir Allegheny.
L'Allegheny (aussi nommée Allegany, particulièrement dans l'État de New York), est l'un des principaux affluents de l'Ohio, situé dans le nord-est des États-Unis. Il rejoint la Monongahela au Point State Park dans le centre-ville de Pittsburgh pour former la rivière Ohio.

## Géographie
La rivière mesure 523 km de long, coulant à travers les États de New York et de Pennsylvanie. Il draine un plateau rural d'environ 29 992 km2 dans le Nord du plateau Allegheny, fournissant le plus important drainage du nord-est du bassin du fleuve Mississippi. La source de certains de ses affluents ne sont qu'a une douzaine de kilomètres du lac Érié dans le Sud-Ouest de l'État de New York. La vallée de la rivière a été l'une des régions les plus productives pour l'extraction d'énergies fossiles de l'histoire américaine avec d'importants gisement de charbon, de pétrole et de gaz naturel.

## Étymologie
Le mot Allegheny vient des Amérindiens Lenapes, son sens n'est pas certain mais il est habituellement traduit par « belle rivière ». Selon une légende lenape, une tribu appelée Allegewi vivait sur les bords de la rivière et avait été vaincue par les Lenapes. Les différences d'orthographe du nom vient en partie du fait que le nom en français (la région autour de la rivière faisait alors partie de la Nouvelle-France) s'écrivait avec un « e » alors que le nom en anglais à l'époque s'écrivait avec un « a ». 
C'est cet hydronyme qui a donné le nom de la chaîne des Allegheny Mountains ou Alleghanies au sud des Appalaches (bien qu'assez éloigné car jusqu'à la fin du XIXe siècle les Alleghanies désignaient l'ensemble des Appalaches) et plupart des toponymes Allegheny, Alleghany et Allegany que l'on retrouve dans le Nord-Est des États-Unis.

## Débit
Le débit de la rivière Allegheny a été mesuré de façon continu depuis 1938 à Natrona, dans le comté d'Allegheny, dans l'État de Pennsylvanie, à 39 km de son embouchure. La rivière y draine une surface de 29 530 km2 et son débit moyen y est de 560 m3/s. On en déduit que la tranche d'eau écoulée annuellement dans son bassin est de 598 mm. Le débit mensuel record est de 2 464 m3/s mesuré en mars 1945 et le débit instantané record est de 10 330 m3/s mesuré le 18 mars 1936.

## Photos

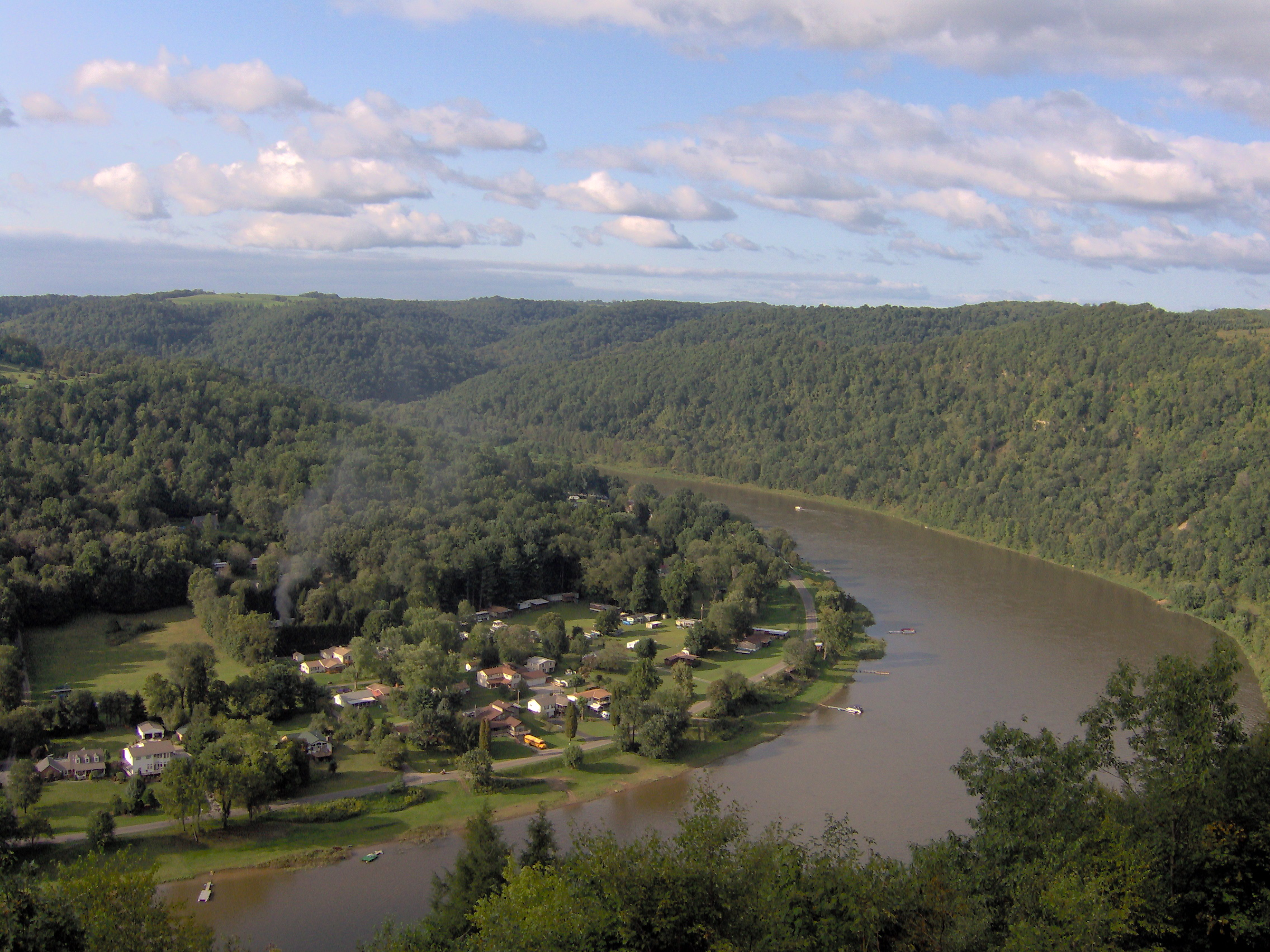
L'Allegheny traverse essentiellement des collines boisées.
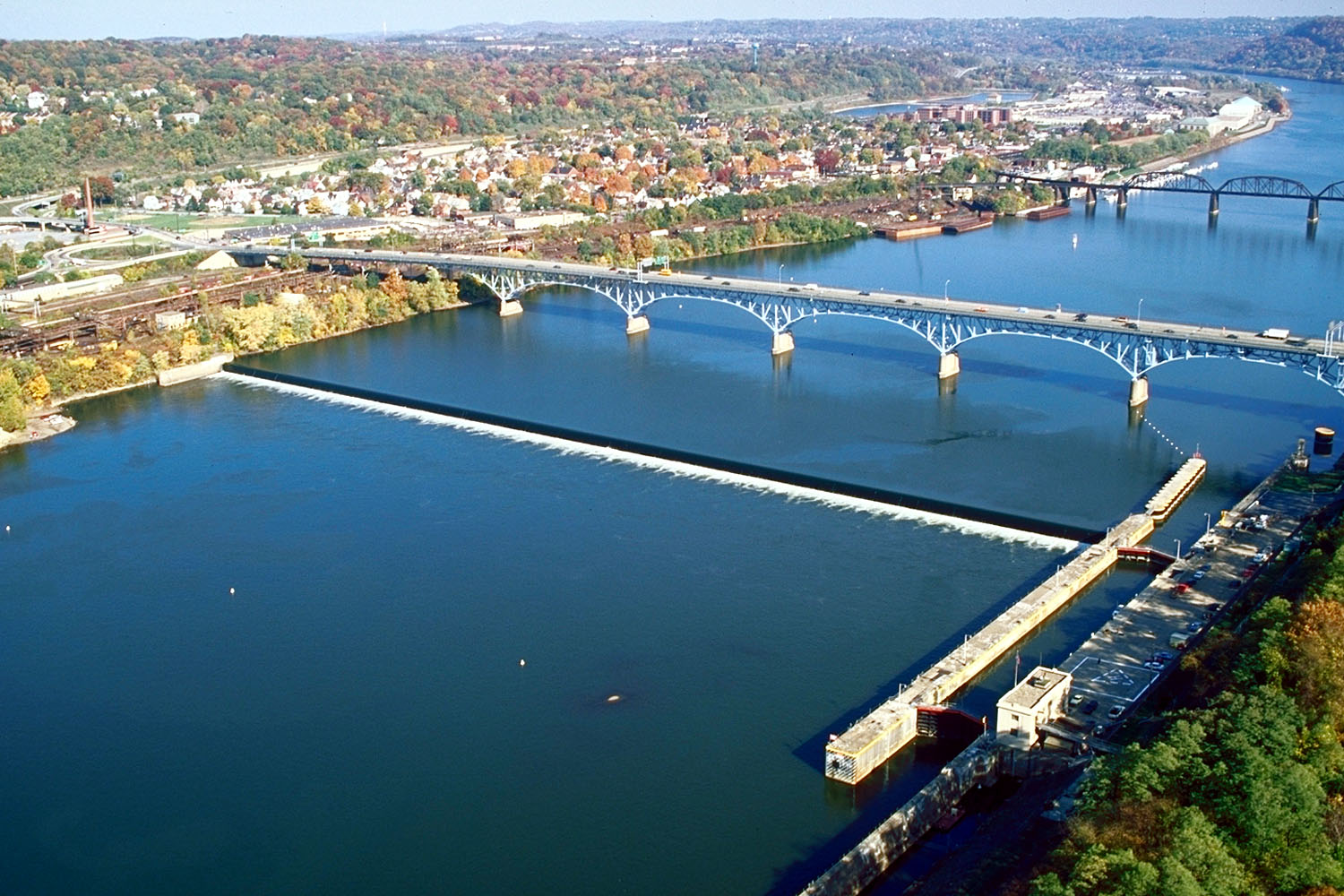
L'Allegheny à East Pittsburgh (Pennsylvanie).
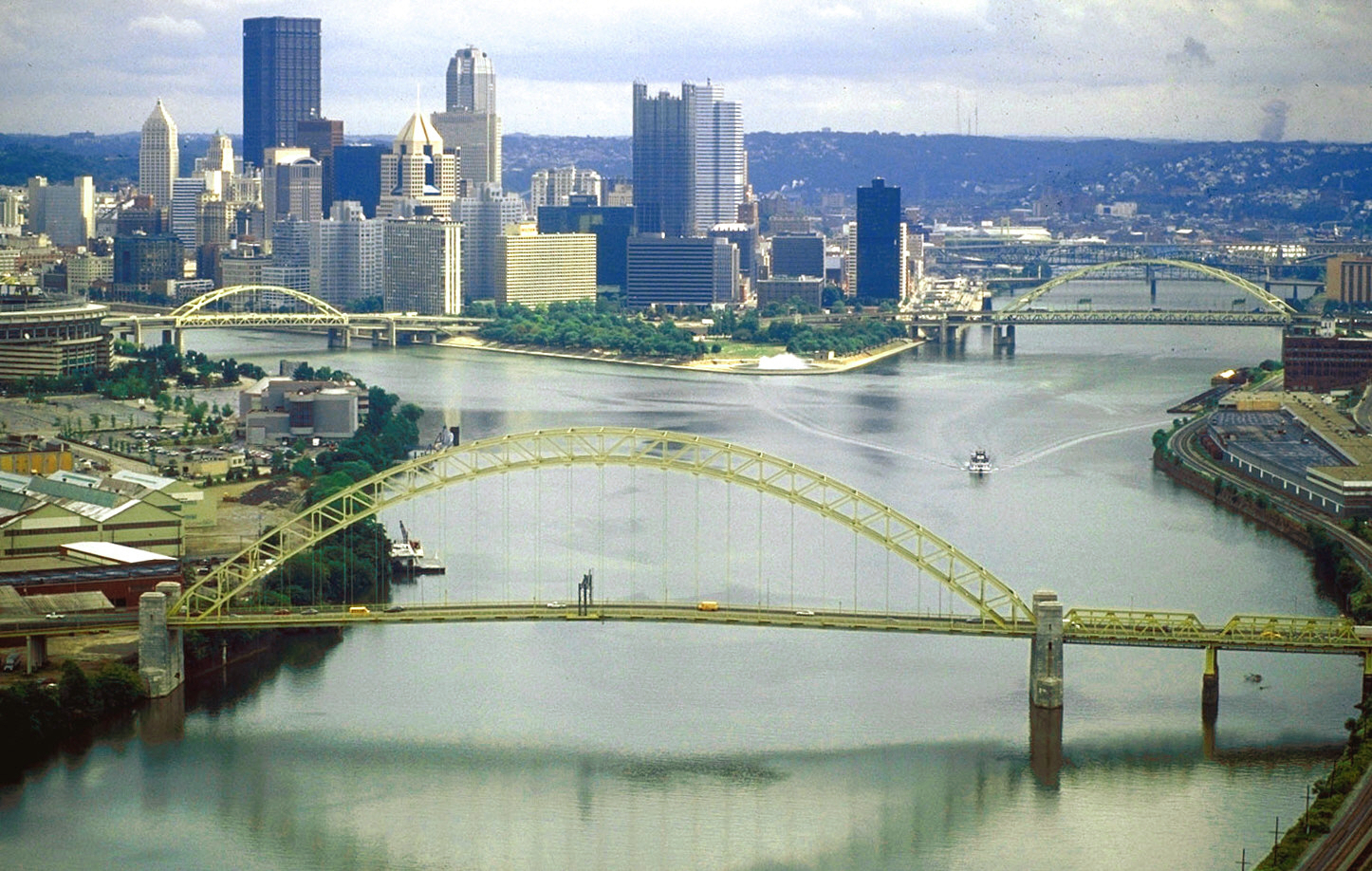
L'Allegheny (à gauche) et la Monongahela se rejoignent pour former la rivière Ohio à Pittsburgh (Pennsylvanie).
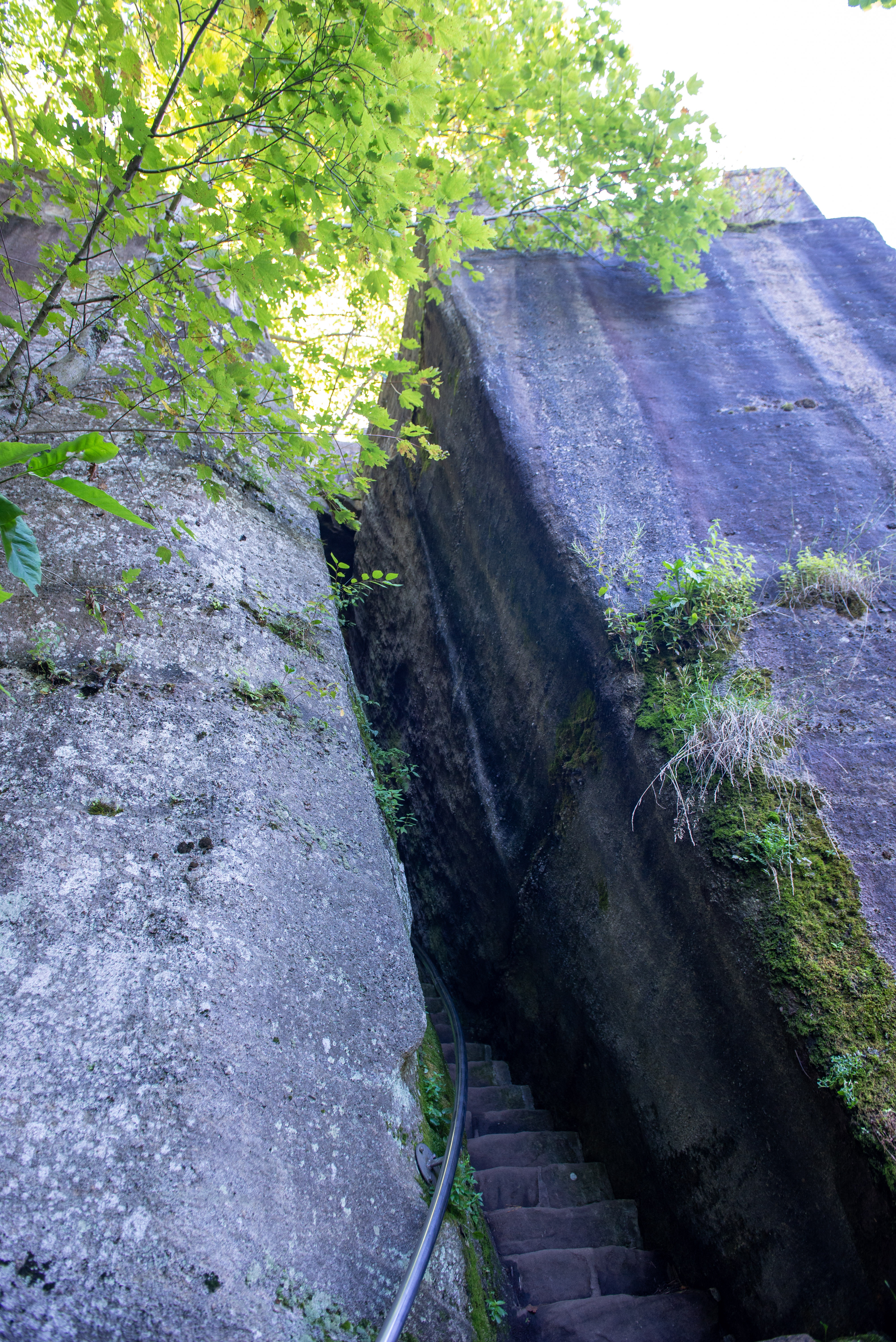
Passage du Rimrock Trail, sentier reliant une plage sur l'Allegheny  à un point de vue sur la rivière.